# Buckelwiesen am Plattele

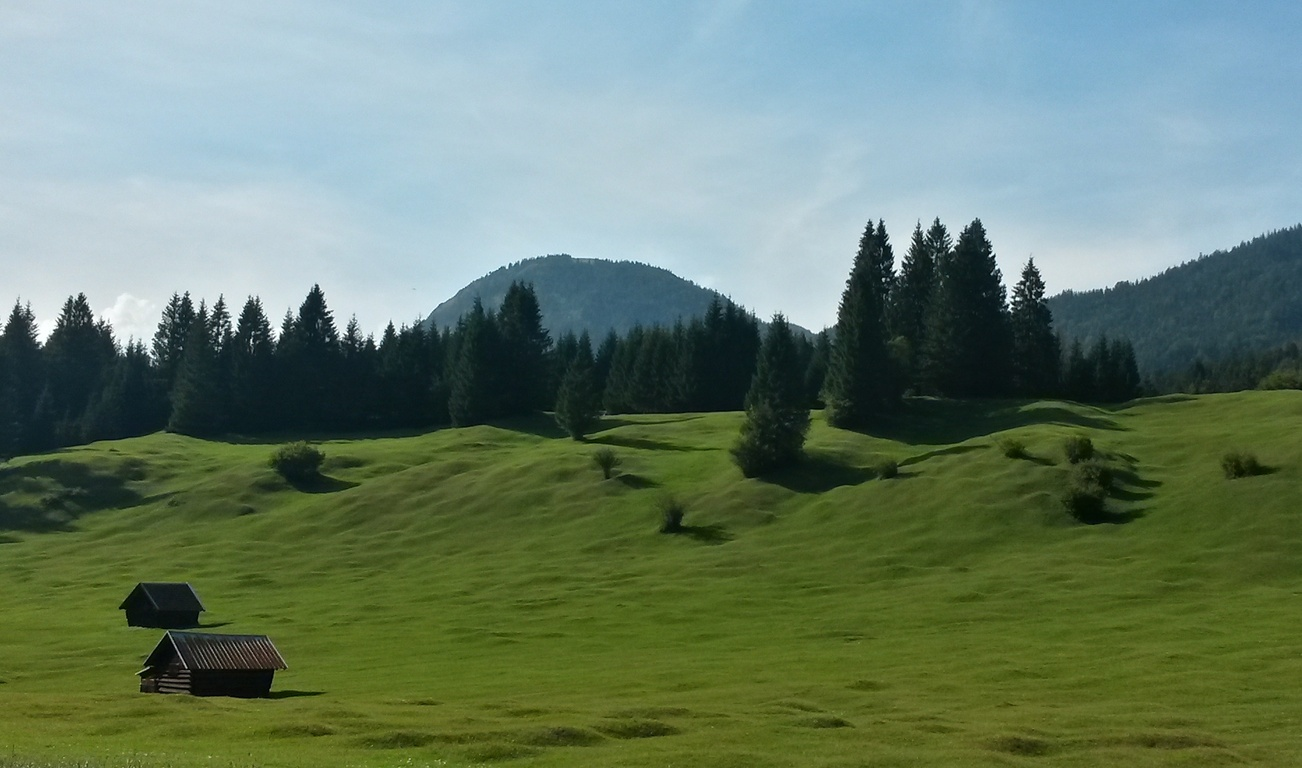
Naturschutzgebiet Buckelwiesen am Plattele (September 2018)

Das Naturschutzgebiet Buckelwiesen am Plattele liegt auf dem Gebiet der Gemeinde Krün im Landkreis Garmisch-Partenkirchen in Oberbayern. Es ist Teil des FFH-Gebietes Mittenwalder Buckelwiesen (8533-301).
Das 35,2 ha große Gebiet mit der Nr. NSG-00323.01, das im Jahr 1987 unter Naturschutz gestellt wurde, erstreckt sich westlich des Krüner Ortsteils Gerold. Südlich verläuft die B 2 (= E 533). Östlich liegen der 10,6 ha große Geroldsee, der 3,75 ha große Grubsee und der 55 ha große Barmsee. Ebenfalls östlich erstreckt sich das 27,5 ha große Naturschutzgebiet Buckelwiesen am Geißschädel und fließt die Isar.